# Dallas Symphony Orchestra

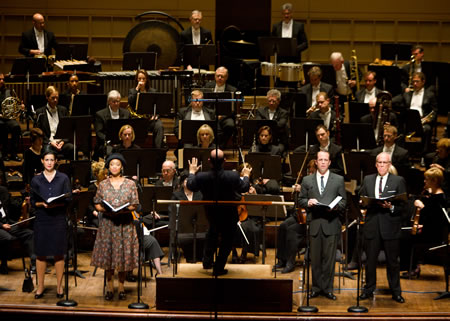
Dallas Symphony Orchestra en solisten, gedirigeerd door Jaap van Zweden in 2008.

Het Dallas Symphony Orchestra is een Amerikaans symfonieorkest dat zijn concerten uitvoert in het Meyerson Symphony Center in het Arts District van downtown Dallas, Texas, Verenigde Staten.
De oorsprong van het orkest gaat terug tot een concert dat in 1900 werd gegeven door een groep van veertig muzikanten onder leiding van dirigent Hans Kreissig. Het orkest ging door met het geven van uitvoeringen en groeide, zowel wat het aantal muzikanten betreft als het aanzien ervan. In 1945 werd Antal Doráti als dirigent benoemd. Onder Doráti werd het orkest pas werkelijk professioneel. Een aantal malen schortte het orkest haar activiteiten op: gedurende de Eerste en Tweede Wereldoorlog, maar ook meer recent, in 1974, als gevolg van budgettaire problemen. Onder meer Georg Solti en Eduardo Mata zijn dirigent geweest van het orkest. Andrew Litton was dirigent van 1992 tot 2006.
De live-opname uit 2005 van de vier pianoconcerten van Sergej Rachmaninov en de Rapsodie op een thema van Paganini met Stephen Hough is een van de opmerkelijkste van het orkest. De opname werd bekroond met de Gramophone Award 2005 Editor's Choice, CD van het jaar 2004 van The Sunday Times en de Classical Brit Award 2005 Critics' Choice.

## Dirigenten
- Fabio Luisi (benoemd tot conductor designate 2019-2020, chef-dirigent vanaf 2020)
- Jaap van Zweden (2008-2018)
- Andrew Litton (1994–2006)
- Eduardo Mata (1977–1993)
- Max Rudolf (1973–1974)
- Anshel Brusilow (1970–1973)
- Donald Johanos (1962–1970)
- Georg Solti (1961–1962)
- Paul Kletzki (1958–1961)
- Walter Hendl (1949–1958)
- Antal Doráti (1945–1949)
- Jacques Singer (1937–1942)
- Paul van Katwijk (1925–1936)
- Walter Fried (1918–1924)
- Carl Venth (1911–1914)
- Walter Fried (1911)
- Hans Kreissig (1900–1901)